# Chotynin (gmina)
Chotynin – dawna gmina wiejska istniejąca do 1948 roku w woj. łódzkim. Siedzibą władz gminy był Chotynin.
Za Królestwa Polskiego obszary te należały do gminy Bolesławiec w powiecie wieluńskim w guberni kaliskiej. 31 maja 1870 do gminy Bolesławiec przyłączono pozbawiony praw miejskich Bolesławiec.
W 1915 roku niemieckie władze okupacyjne wprowadziły administrację cywilną w Królestwie Polskim i przekształciły osadę Bolesławiec w dotychczasowej Bolesławiec w miasto (a więc w granicach gminy Bolesławiec sprzed włączeniem do niej Bolesławca w 1870), liczące w 1916 roku 1706 mieszkańców, natomiast pozostały obszar gminy przekształcono w nową wiejską gminę Chotynin (4738 mieszkańców w 1916 roku). Gmina Chotynin miała skomplikowany i bardzo specyficzny kształt: jej obszar był przegrodzony trzykrotnie obszarem dużo mniejszego Bolesławiec, składającego się z trzech bardzo wąskich pasm i jednej małej eksklawy.
Po odzyskaniu niepodległości władze polskie nie uznały jednak formalnie Bolesławca za miasto 7 lutego 1919, a utworzoną przez Niemców jednostkę miejską przekształcono w gminę wiejską Bolesławiec w powiecie wieluńskim w woj. łódzkim, zachowując w ten sposób jej odrebność względem gminy Chotynin, która w 1921 roku liczyła 4694 mieszkańców.
Po wojnie gmina zachowała przynależność administracyjną. 1 stycznia 1949 roku zniesiono gminę Chotynin, a jej obszar włączono do gminy Bolesławiec; w praktyce oznaczała to, że gmina Chotynin została ponownie połączona z Bolesławcem w obszar przybliżony do okupacyjnej (i obecnej) gminy Bolesławiec.